# Typopsilopa kerteszi
Typopsilopa kerteszi är en tvåvingeart som beskrevs av Papp 1975. Typopsilopa kerteszi ingår i släktet Typopsilopa och familjen vattenflugor.
Artens utbredningsområde är Ungern. Inga underarter finns listade i Catalogue of Life.